# Kylie Showgirl
Kylie Showgirl er en DVD af den australske sangerinde Kylie Minogue. Den blev filmet under turen Showgirl: The Greatest Hits Tour den 6. maj 2005 på Earl's Court Exhibition Center i London og blev udgivet af EMI den 25. november 2005 i Europa.

## Sporliste
1. "Overture"
2. "Better the Devil You Know"
3. "In Your Eyes"
4. "Giving You Up"
5. "On a Night Like This"
6. "Shocked"
7. "What Do I Have to Do?"
8. "Spinning Around"
9. "In Denial"
10. "Je Ne Sais Pas Pourquoi"
11. "Confide in Me"
12. "Red Blooded Woman"/"Where the Wild Roses Grow"
13. "Slow"
14. "Please Stay"
15. "Over the Rainbow"
16. "Come into My World"
17. "Chocolate"
18. "I Believe in You"
19. "Dreams"
20. "Hand on Your Heart"
21. "The Loco-Motion"
22. "I Should Be So Lucky"
23. "Your Disco Needs You"
24. "Put Yourself in My Place"
25. "Can't Get You Out of My Head"
26. "Especially for You"
27. "Love at First Sight"